# Фільмографія українського неігрового кіно 1990—2010-х років
Фільмографія українського неігрового кіно 1990—2010-х років — це список українських неігрових фільмів створених за часів української незалежності.

## 1991
| повнометражні   |                    |                  |
| короткометражні |                    |                  |
| «Вулиця вдова»  | Олександр Балагура | «Укркінохроніка» |

## 1992
| повнометражні                                   |                                        |                           |
| «Більшовики також плачуть»                      | Ігор Родаченко                         | «Укркінохроніка»          |
| «Липневі грози. Викид»                          | Анатолій Карась, Віктор Кріпченко      | «Укркінохроніка»          |
| «Вірменська церква»                             | Рафаїл Нахманович                      | «Укркінохроніка»          |
| «Во ім'я»                                       | Василь Трохименко                      | «Укркінохроніка»          |
| «Довженко. Щоденник. 1941-1944»                 | Микола Вінграновський                  | «Укркінохроніка»          |
| «Дунай, Дунай»                                  | Василь Образ                           | «Укркінохроніка»          |
| «Жезл»                                          | Георгій Давиденко, Олександр Давиденко | «Київнаукфільм»           |
| «Жінки з вулиці Бабин Яр»                       | Володимир Георгієнко                   | «Укртелефільм»            |
| «Зі стежок - на шлях широкий»                   | Юрій Суярко                            | «Укртелефільм»            |
| «Знак тире»                                     | Сергій Буковський                      | «Укркінохроніка»          |
| «Історія одного дому» / «Дім у Магарачі»        | Олег Бійма                             | «Укртелефільм»            |
| «Київський некрополь»                           | Людмила Борисова                       | «Київнаукфільм»           |
| «Кисле вино»                                    | Володимир Піка                         | «Київнаукфільм»           |
| «Любов та смерть поета Володимира Маяковського» | Олександр Фролов, Ігор Пономарьов      | «Київнаукфільм»           |
| «Мир вам, бо терпіли»                           | Валерій Гузик                          | «Укртелефільм»            |
| «Окей, містере Собчак»                          | Микола Безпалов                        | «Укркінохроніка»          |
| «Померти в Росії»                               | Анатолій Борсюк                        | «Київнаукфільм»           |
| «Пробудження» / «Наслідки Чорнобиля»            | Ігор Кобрин                            | «Укртелефільм»            |
| «Просвітлої дороги свічка чорна»                | Станіслав Чернілевський                | «Галичина-фільм»          |
| «Скіфи» / «Тіні забутих богів»                  | Ростислав Плахов-Модестов              | «Київнаукфільм»           |
| «Слов'янський детектив»                         | Юрій Аліков                            | «Київнаукфільм»           |
| «Українці. Віра. Надія. Любов» (3 серії)        | Андрій Ящишин, Володимир Шмотолоха     | «Київнаукфільм»           |
| «Українці, ми врятовані»                        | Олена Левченко                         | «Укркінохроніка»          |
| «Хто хоче війни»                                | Мурат Мамедов                          | «Укркінохроніка»          |
| короткометражні                                 |                                        |                           |
| «Нехай святиться ім'я твоє»                     | Наталія Акайомова                      | Далекосхідна кінокомпанія |
| «Три храми на моїй долоні»                      | Олександр Балагура                     | «Укркінохроніка»          |

## 1993
| повнометражні                                |                                        |                  |
| «Блаженні гнані за правду. Павло Чубинський» | Петро Марусик                          | «Укркінохроніка» |
| «Віктор Некрасов. На волі і дома»            | Рафаїл Нахманович                      | «Укркінохроніка» |
| «Євген Станкович»                            | В'ячеслав Скворцов                     | «Укртелефільм»   |
| «Залений клин»                               | Сергій Дудка                           | «Укртелефільм»   |
| «Микола Вінграновський»                      | Петро Марусик                          | «Укркінохроніка» |
| «Михайло Драгоманов»                         | Олексій Мажуга                         | «Укртелефільм»   |
| «На одній землі»                             | Євген Татарець                         | «Укркінохроніка» |
| «Неповний тиждень»                           | Олександр Коваль                       | «Укркінохроніка» |
| «Оглянься з осені»                           | Віктор Кріпченко, Володимир Таранченко | «Укркінохроніка» |
| «Палаюче сонце Науруза»                      | Р. Ібрагім                             | «Укркінохроніка» |
| «Проводжала мати сина (УПА)»                 | Мирослав Джинджиристий                 | «Укртелефільм»   |
| «Тверді мелодії»                             | Георгій Давиденко, Олександр Давиденко | «Укркінохроніка» |
| «Україна - морська держава»                  | Анатолій Федоров                       | «Укркінохроніка» |
| «Українські відьми»                          | Віктор Василенко                       | «Укртелефільм»   |
| «Час скорботи і пам'яті»                     | Олександр Косинов                      | «Укркінохроніка» |
| «Чия правда, чия кривда...»                  | Аркадій Микульський                    | «Укркінохроніка» |
| «Чорнобиль. Тризна»                          | Роллан Сергієнко                       | «Укртелефільм»   |
| короткометражні                              |                                        |                  |
| «Володимир Івасюк. Мелодія»                  | Олександр Балагура                     | «Укркінохроніка» |
| «Наш злочин — спів»                          | Валентина Шестопалова                  | «Укркінохроніка» |
| «Панас Заливаха. Автопортрет»                | Валентина Шестопалова                  | «Укркінохроніка» |
| «Покинув світ мене…»                         | Валентина Шестопалова                  | «Укркінохроніка» |
| «Поки ще живемо»                             | Георгій Шкляревський                   | «Укркінохроніка» |

## 1994
| повнометражні                       |                        |                                         |
| «Артек - вчора, сьогодні, завтра»   | Василь Образ           | «Укртелафільм»                          |
| «Борис Лятошинський»                | В'ячеслав Скворцов     | «Укртелефільм»                          |
| «Гагарін, я вас любила»             | Валентина Руденко      | «Контакт», «Іннанова-фільм» (Німеччина) |
| «З мороку тисячоліть»               | Віктор Василенко       | «Укртелефільм»                          |
| «Кінець світу переноситься на»      | Володимир Хмельницький | Національна кінематека України          |
| «Здобути або не здобути»            | В. Кірсанов            | «Укркінохроніка»                        |
| «Межа»                              | Роллан Сергієнко       | «Укртелефільм», «Укркінохроніка»        |
| «На західних рубежах»               | Петро Олар             | «Галичина-фільм»                        |
| «Народження флоту»                  | Валентин Соколовський  | «Укртелефільм»                          |
| «Протистояння. Брестський мир»      | І. Яровенко            | «Укртелефільм»                          |
| «Прощавай СРСР-2»                   | Олександр Роднянський  | «Контакт», «Іннанова-фільм» (Німеччина) |
| «Спогад про УПА» / «Розрита Могила» | Мирослав Джинджиристий | «Укртелефільм»                          |
| «Україна: досвітні вогні»           | Анатолій Карась        | «Укркінохроніка»                        |
| «Українська ніч 33-го» (4 серії)    | Володимир Георгієнко   | «Укртелефільм»                          |
| «Шосте чуття»                       | Борис Квашньов         | «Укртелефільм»                          |
| короткометражні                     |                        |                                         |
| «З зелених думок одного лиса»       | Олександр Балагура     | «Укркінохроніка»                        |

## 1995
| повнометражні                      |                       |                  |
| «50 років перемоги»                | Ізраїль Гольдштейн    | «Укркінохроніка» |
| «Бойки»                            | Валерій Гузик         | «Укртелефільм»   |
| «Віч-на-віч з оркестром»           | В'ячеслав Скворцов    | «Укртелефільм»   |
| «Загибель Чорноморського флоту»    | Віктор Живолуб        | «Укртелефільм»   |
| «Заповіт святого Йосипа» (4 серії) | Олександр Коваль      | «Укркінохроніка» |
| «Кров людська»                     | Валентина Шестопалова | «Укркінохроніка» |
| «Наш театр»                        | В. Крайнік            | «Укртелефільм»   |
| «Пейзаж душі після сповіді»        | Віктор Політов        | «Укртелефільм»   |
| «Сповідь перед учителем»           | Роллан Сергієнко      | «Укртелефільм»   |
| короткометражні                    |                       |                  |

## 1996
| повнометражні                    |                     |                  |
| «Антологіон (Український фільм)» | Олександр Балагура  | «Укркінохроніка» |
| «Богдан Хмельницький»            | Володимир Артеменко | «Укркінохроніка» |
| «Вигнання з раю»                 | Віктор Василенко    | «Укртелефільм»   |
| «Починаючи з минулого»           | Павло Фаренюк       | «Укркінохроніка» |
| короткометражні                  |                     |                  |
| «Я камінь божої пращі»           | Аркадій Микульський | «Укркінохроніка» |

## 1997
| Назва                                            | Режисер                                                                               | Назва кіностудії                                        |
| ------------------------------------------------ | ------------------------------------------------------------------------------------- | ------------------------------------------------------- |
| «Ансамбль пісні і танцю»                         | Дмитро Богданов                                                                       | Національна кінематека України                          |
| «Важко перших сто років»                         | Юрій Терещенко                                                                        | ТРК «Студія 1+1»                                        |
| «Важко перших сто років»                         | Роман Ширман                                                                          | «Данапріс-фільм», АТ «Данко»                            |
| «Два життя Соломії»                              | Олександр Флоров                                                                      | «Контакт»                                               |
| «Державні діти»                                  | Артем Сенчило, Юрій Майстрюк, Ганна Яровенко, Вікторія Корніловська, Марина Шелюбська | «Internews Network Ukraine»                             |
| «Дніпровська ГЕС»                                | Сергій Лосєв                                                                          | «Контакт»                                               |
| «Донецька торговельно-промислова палата»         | Олена Зоріна, Олег Зорін                                                              | «Данапріс-фільм»                                        |
| «Думи мої»                                       | Віктор Шкурін                                                                         | «Контакт»                                               |
| «Заручники свободи»                              | Ігор Кобрін                                                                           | «Телекон», «Контакт» (серіал)                           |
| «Казки для дорослої доньки»                      | Максим Паперняк                                                                       | «Перспектива»                                           |
| «Квартирні крадіжки»                             | Євген Бєлкін                                                                          | Національна кінематека України                          |
| «Київцентраеро»                                  | Віктор Шкурін                                                                         | «Контакт»                                               |
| «Класична чума свиней»                           | Олександр Яковенко                                                                    | «Контакт»                                               |
| «Меандр»                                         | Юлія Лазаревська                                                                      | ТРК «Студія 1+1»                                        |
| «Між двома пострілами»                           | Володимир Хмельницький                                                                | «Контакт»                                               |
| «Многії літа»                                    | Лариса Артюгіна, Артем Сенчило, Юрій Майстрюк, Ганна Яровенко, Тарас Дудар            | «Internews Network Ukraine»                             |
| «Намисто Славутича»                              | Костянтин Крайній                                                                     | «Кінематографіст»                                       |
| «Національний музей Чорнобиль»                   | Альмар Серебреніков                                                                   | КМП «Лавра»                                             |
| «Національний художній музей України»            | Григорій Десятник                                                                     | «Укртелефільм»                                          |
| «Новгород-Сіверський»                            | Костянтин Крайній                                                                     | «Кінематографіст»                                       |
| «Нове в технології»                              | Сергій Лосєв                                                                          | «Контакт»                                               |
| «Основи кіокушин-карате»                         | Є. Гнутов                                                                             | ЛП «ОСТ»                                                |
| «Північукргеологія»                              | Олександр Яковенко                                                                    | «Контакт»                                               |
| «Поліфонія. Відродження Національної філармонії» | Василь Вітер                                                                          | «Віател»                                                |
| «Реконструкція Палацу „Україна“»                 | Олександр Коваль                                                                      | «Укркінохроніка»                                        |
| «Рівне. Відкриті брами»                          | Валентин Соколовський                                                                 | «Данапріс-фільм»                                        |
| «Роксолана. Концертна програма»                  | Сергій Дудка                                                                          | «Укртелефільм»                                          |
| «Своя доля. Сон»                                 | Ігор Малахов                                                                          | ТМ «Ярило»                                              |
| «Серж Лифар з Києва»                             | Світлана Ільїнська                                                                    | «Контакт»                                               |
| «Скарби історії»                                 | Григорій Десятник                                                                     | «Укртелефільм»                                          |
| «Собачий вальс»                                  | Лариса Грановська, Лариса Артюгіна, Марина Шелюбська, Ганна Яровенко, Тарас Дудар     | «Internews Network Ukraine»                             |
| «Со-творення»                                    | Наталя Кравченко                                                                      | «Інтекс»                                                |
| «Творець з Божою іскрою»                         | Микола Мащенко                                                                        | «Контакт»                                               |
| «Час водолія»                                    | Володимир Хмельницький                                                                | «Контакт»                                               |
| «Шлях до скелі»                                  | Михайло Іллєнко                                                                       | КМП «Лавра»                                             |
| «Щоб жити»                                       | Георгій Давиденко                                                                     | НПО «Джерело», Національна кінематека України           |
| «Я камінь Божої праці»                           | Аркадій Микульський                                                                   | «Укркінохроніка»                                        |
| «Андрій Меленський»                              | Валентин Соколовський                                                                 | «Укртелефільм»                                          |
| «Відкриття пам'ятника Сергію Параджанову»        | Рафаїл Нахманович                                                                     | «Укркінохроніка»                                        |
| «Воскресіння»                                    | Роман Яримкевич                                                                       | Галичина-фільм                                          |
| «Горизонтальний політ літака»                    | Людмила Клюєва                                                                        | Національна кінематека України                          |
| «До отчого порогу»                               | Павло Фаренюк                                                                         | «Укркінохроніка»                                        |
| «Зліт і посадка літака»                          | Людмила Клюєва                                                                        | Національна кінематека України                          |
| «І мертвим, і живим»                             | Микола Мащенко                                                                        | Київська кіностудія художніх фільмів ім. О. П. Довженка |
| «Конституційний марафон»                         | Володимир Таранченко, Сюзанна Шаповалова                                              | «Укркінохроніка»                                        |
| «Кораблі і корабели»                             | Олександр Коваль, Сюзанна Шаповалова                                                  | «Укркінохроніка»                                        |
| «Крик»                                           | Галина Кувівчак                                                                       |                                                         |
| «Ми любові не бачили — не війна, так горе»       | Мурат Мамедов                                                                         | «Укркінохроніка»                                        |
| «Надзвичайна подія: модель та реалії»            | Сергій Лисенко                                                                        | Національна кінематека України                          |
| «Не хочу згадувати»                              | Ігор Кобрин                                                                           | «Телекон»                                               |
| «Осіблати коня»                                  | Сюзанна Шаповалова                                                                    | «Укркінохроніка»                                        |
| «П'ята річниця Незалежності України»             | Рафаїл Нахманович                                                                     | «Укркінохроніка»                                        |
| «Розстріляна і воскресла»                        | Роман Яримкевич                                                                       | Галичина-фільм                                          |
| «Сьогодні»                                       | Марина Кондратьєва                                                                    | «Укркінохроніка»                                        |

## 1998
| Назва                                            | Режисер                                  | Назва кіностудії                                                       |
| ------------------------------------------------ | ---------------------------------------- | ---------------------------------------------------------------------- |
| «Анатолій Солов'яненко»                          | Олег Бійма                               | «Укртелефільм»                                                         |
| «Артур Войтецький»                               | Любов Богдан                             | ТРК «Студія 1+1»                                                       |
| «Бал господень»                                  | Ганна Яровенко                           | «Internews Network Ukraine»                                            |
| «Богдан Коротович»                               | Олег Бійма                               | «Укртелефільм»                                                         |
| «Богдан Ступка. Львівські хроніки»               | Юрій Терещенко                           | ТРК «Студія 1+1»                                                       |
| «Будинки та химери Володимера Городецького»      | Володимир Хмельницький                   | «Контакт», ТРК «Студія 1+1»                                            |
| «Відгомін забутого неба»                         | Сергій Марченко                          | Національна кінематека України                                         |
| «Відкрите серце»                                 | Володимир Піка                           | «Internews Network Ukraine»                                            |
| «Вікентій Хвойко»                                | Григорій Десятник                        | «Укртелефільм»                                                         |
| «Вінниця. Дарунок майбутнього»                   | Валентин Соколовський                    | «Данапріс-фільм»                                                       |
| «Герой мого часу»                                | Наталя Савчук                            | «Internews Network Ukraine»                                            |
| «Даос оглядається»                               | Максим Сурков                            | КДІТМ                                                                  |
| «Де знаходиться бог»                             | Анастасія Буковська                      | КДІТМ                                                                  |
| «Дні ночі аеропорту „Бориспіль“»                 | Олександр Фролов                         | «Контакт»                                                              |
| «Дніпропетровськ»                                | Роман Ширман                             | «Кінематографіст»                                                      |
| «Жертва»                                         | Марина Шелюбська                         | «Internews Network Ukraine»                                            |
| «З іменем єдиним»                                | Микола Бурнос, Ростислав Плахов-Модестов | Національна кінематека України                                         |
| «За крок до небуття»                             | Ольга Леонтенко                          | КДІТМ                                                                  |
| «Зоряний плуг»                                   | Сергій Дудка                             | «Укртелефільм»                                                         |
| «Євген Станкович»                                | Олег Бійма                               | «Укртелефільм»                                                         |
| «Іван Миколайчук. Посвята»                       | Анатолій Сирих                           | Київська кіностудія художніх фільмів ім. О. П. Довженка, ТО «Талісман» |
| «Іван Марчук. Голос моєї душі»                   | Олександр Коваль                         | «Укркінохроніка»                                                       |
| «Київ на межі століть»                           | Роман Ширман                             | «Кінематографіст»                                                      |
| «Київський завод шампанських вин»                | В. Таранюк                               | «Рось»                                                                 |
| «Козацький літопис Самійла Величка»              | Григорій Десятник                        | «Укртелефільм»                                                         |
| «Кольори часу»                                   | Георгій Шкляревський                     | «Укркінохроніка»                                                       |
| «Костянтин Степанков»                            | Олег Бійма                               | «Укртелефільм»                                                         |
| «Краплина вічності, або сповідь про самого себе» | Віктор Василенко                         | «Укртелефільм»                                                         |
| «Крила над планетою»                             | Сергій Дудка                             | «Укртелефільм»                                                         |
| «Лист „до щасливого солдата“»                    | Артем Сенчило                            | «Ольга-відео»                                                          |
| «Маестро, ваш вихід»                             | Микола Мащенко                           | «Контакт» , ТРК «Студія 1+1»                                           |
| «Микола Бернадос»                                | Григорій Десятник                        | «Укртелефільм»                                                         |
| «Між двома пострілами»                           | Володимир Хмельницький                   | «Контакт»                                                              |
| «На згадку»                                      | Валентин Васянович                       | КДІТМ                                                                  |
| «Небилиці про Борислава»                         | Юрій Терещенко                           | ТРК «Студія 1+1»                                                       |
| «Ніч у музеї Параджанова»                        | Роман Балаян                             | «Ілюзіон-фільм», ТРК «Студія 1+1»                                      |
| «Новгород-Сіверське князівство»                  | Олег Зорін                               | «Кінематографіст»                                                      |
| «Обличчя»                                        | Марина Кондратьєва                       | «Укркінохроніка»                                                       |
| «Олександр Вербицький»                           | Валентин Соколовський                    | «Укртелефільм»                                                         |
| «Повернення молодості»                           | Валерія Воронянська                      | «Укркінохроніка»                                                       |
| «Політ у ХХІ століття»                           | Сергій Дудка                             | «Укртелефільм»                                                         |
| «Подорож до любові, або колискова для хору»      | Мілла Панкова                            | Студія «Продакшн АВ-TV»                                                |
| «Порода»                                         | Тетяна Калужина                          | «Internews Network Ukraine»                                            |
| «Профспілкові інформаційні центри»               | Олена Зоріна                             | «Кінематографіст»                                                      |
| «Розрада, або танок моржа»                       | Володимир Піка                           | «Internews Network Ukraine»                                            |
| «Садами скошених кроків»                         | Павло Фаренюк                            | «Укркінохроніка»                                                       |
| «Свято життя»                                    | Ярослав Попов                            | «Вікна — ТВ»                                                           |
| «Силою розуму»                                   | Григорій Десятник                        | «Укртелефільм»                                                         |
| «Софіївка. Природа і мистецтво»                  | Олександр Косинов                        | «Укркінохроніка»                                                       |
| «Справа Грушевського (українська ніч 33-го)»     | Володимир Георгієнко                     | «Укркінохроніка»                                                       |
| «Спогад»                                         | Олег Зорін                               | «Кінематографіст»                                                      |
| «Stabat Mater»                                   | Ольга Самолевська                        | «Арс-Планетаріум»                                                      |
| «Сферографія»                                    | Надія Кошман                             | «Internews Network Ukraine»                                            |
| «Сюїта для оркестру в п'яти частинах»            | Денис Галушко                            | КНУКіМ                                                                 |
| «Тетяна»                                         | Ярослав Попов                            | «Вікна — ТВ»                                                           |
| «Тіні минулого»                                  | Юрій Окаєвич                             | Херсонська державна телерадіокомпанія                                  |
| «Тисяча дрібниць»                                | Анастасія Буковська                      | «Internews Network Ukraine»                                            |
| «Україна. Шлях до європейського дому»            | Роман Ширман                             | «Кінематографіст»                                                      |
| «Фелікс Соболєв. Перервана місія»                | Віктор Олендер                           | ТРК «Студія 1+1»                                                       |
| «Феодосія. Освідчення в любові»                  | Володимир Литовник, Ольга Володченко     | «Ялта-фільм»                                                           |
| «Чернігів»                                       | Володимир Горпенко                       | «Кінематографіст»                                                      |
| «Юлія Ткаченко»                                  | Олег Бійма                               | «Укртелефільм»                                                         |

## 1999
| Назва                      | Режисер          | Назва кіностудії |
| -------------------------- | ---------------- | ---------------- |
| «Гріх»                     | Олесь Санін      | «Укркінохроніка» |
| «Друге освічення в любові» | Роллан Сергієнко | «Укркінохроніка» |

## 2001
| Назва        | Режисер         | Назва кіностудії |
| ------------ | --------------- | ---------------- |
| «Манекени»   | Роман Бондарчук |                  |
| «The Ground» | Роман Бондарчук |                  |

## 2002
| Назва               | Режисер         | Назва кіностудії |
| ------------------- | --------------- | ---------------- |
| «Глибокий колодязь» | Роман Бондарчук |                  |

## 2003
| Назва           | Режисер         | Назва кіностудії |
| --------------- | --------------- | ---------------- |
| «Стіни і двері» | Роман Бондарчук |                  |
| «Час темряви»   | Сергій Дудка    |                  |

## 2004
| Назва               | Режисер                         | Назва кіностудії |
| ------------------- | ------------------------------- | ---------------- |
| «Унікальна Україна» | Ярослав Козак, Олександр Бєляєв |                  |

## 2005
| Назва                                                  | Режисер         | Назва кіностудії |
| ------------------------------------------------------ | --------------- | ---------------- |
| «Голодомор. Україна, ХХ століття: Технологія геноциду» | Віктор Дерюгін  |                  |
| «Микола та німець»                                     | Роман Бондарчук |                  |
| «Пляж для англійського лорда»                          | Роман Бондарчук |                  |
| «Катерина»                                             | Роман Бондарчук |                  |

## 2006
| Назва                          | Режисер                      | Назва кіностудії |
| ------------------------------ | ---------------------------- | ---------------- |
| «Воля або смерть!»             | Наталка Фіцич, Сергій Цимбал |                  |
| «ОУН-УПА. Війна на два фронти» | Андрій Санченко              |                  |
| «Чужа Україна?»                | Володимир Бандура            |                  |

## 2007
повнометражні
| повнометражні                        |                                    |                                          |
| «Десята муза в Україні»              | Надія Кошман                       | ТОВ «Кінематографіст», Держкіно          |
| «Крила метелика»                     | Олександр Балагура                 | ПП «Інспірейшн філмз», Держкіно          |
| «Іван Драч»                          | О. Волоткевич                      | КП «Контакт», Держкіно                   |
| «Непрощені. Павло Скоропадський»     | Олександр Фролов, В. Шкурин        | КП «Контакт», Держкіно                   |
| «Якутовичі»                          | Юлія Лазаревська                   | КП «Контакт», Держкіно                   |
| короткометражні                      |                                    |                                          |
| «Акцент Президента»                  | Сюзанна Шаповалова                 | «Укркінохроніка», Держкіно               |
| «Весняний наступ»                    | Сюзанна Шаповалова                 | «Укркінохроніка», Держкіно               |
| «Голод»                              | Павло Фаренюк                      | «Укркінохроніка», Держкіно               |
| «До 100 річчя С. П. Корольова»       | Сюзанна Шаповалова                 | «Укркінохроніка», Держкіно               |
| «Дві долі»                           | Борис Квашньов                     | ТОВ «Кінематографіст», Держкіно          |
| «Згадує ветеран»                     | Сюзанна Шаповалова                 | «Укркінохроніка», Держкіно               |
| «Кримінальна справа Юхима Михайліва» | Михайло Слабошпицький              | КП «Контакт», Держкіно                   |
| «Колискова для флейти з барабаном»   | Валентин Васянович                 | ТОВ «Гармата фільм продакшн», Держкіно   |
| «Марія і Марфа»                      | Н. Патракова                       | ТОВ «Кінематографіст», Держкіно          |
| «Мольфар»                            | Олеся Моргунець                    | ТОВ «Кінематографіст», Держкіно          |
| «Михайло Булгаков-повернення»        | Сюзанна Шаповалова                 | «Укркінохроніка», Держкіно               |
| «Ми з України»                       | СТ «УКРМЮЗІК»                      |                                          |
| «Петро Могила»                       | О. Столяров                        | ТОВ «Кінематографіст», Держкіно          |
| «Подаруй мені собаку (Собаче життя)» | В. Хмельницький                    | Національна кінематека України, Держкіно |
| «Радуниця»                           | Роман Бондарчук                    |                                          |
| «Таксист»                            | Роман Бондарчук                    |                                          |
| «УПА. Тактика боротьби»              | Сергій Братішко, Віталій Загоруйко |                                          |
| «УПА. Третя сила»                    | Сергій Братішко, Віталій Загоруйко |                                          |
| «Хроніки української революції»      | Сергій Братішко                    |                                          |
| «Чорний колір порятунку»             | Є. Шаботенко                       | Національна кінематека України, Держкіно |
| «Школа майбутнього»                  | Сюзанна Шаповалова                 | «Укркінохроніка», Держкіно               |

## 2008
| повнометражні                                 |                           |                                          |
| «Kairos: важко бути Богомолець»               | І. Павлічук               | Національна кінематека України, Держкіно |
| «Де ти, Україно? (Українці, де ми?)»          | К. Крайній                | Національна кінематека України, Держкіно |
| «Діалоги. В.Сильвестров (Втілення музикою)»   | Доріан Супін              | ТОВ «Кінематографіст», Держкіно          |
| «Дотик до таємниці»                           | М. Ільїнський             | КП «Контакт», Держкіно                   |
| «Земляни (Хор)»                               | Ольга Самолевська         | Національна кінематека України, Держкіно |
| «Євген Деслав»                                | Леонід Череватенко        | КП «Контакт», Держкіно                   |
| «Костянтин Степанков»                         | Віктор Олендер            | Національна кінематека України, Держкіно |
| «Михайловський Золотоверхий монастир»         | Василь Вітер              | ТОВ «ВІАТЕЛ», Держкіно                   |
| «Не один дома (Чудеса бувають)»               | Олена Фетісова            | ПП «Інтерфільм», Держкіно                |
| «Пейзаж після мору (Мор)»                     | Юрій Терещенко            | ПП «Інспірейшн філмз», Держкіно          |
| «Розірвана душа (Загублений рай)»             | Ростислав Плахов-Модестов | Національна кінематека України, Держкіно |
| «Реальний майстер клас»                       | Оксана Чепелик            | Національна кінематека України, Держкіно |
| «Свіча Джеймса Мейса»                         | М. Сущева                 | ТОВ «Стожари», Держкіно                  |
| «Хлібна гільйотина (Німий передзвін)»         | І. Кобрин                 | ТОВ «Телекон», Держкіно                  |
| «Четверта хвиля (Vox populi)»                 | В. Мельникова             | Національна кінематека України, Держкіно |
| короткометражні                               |                           |                                          |
| «Василь Цвіркунов»                            | Сюзанна Шаповалова        | «Укркінохроніка», Держкіно               |
| «Віртуози Ніжина»                             | Л.Мацко                   | Національна кінематека України, Держкіно |
| «Дострокові вибори 2007»                      | С. Шаповалова             | «Укркінохроніка», Держкіно               |
| «Запали свічу „                               | Сюзанна Шаповалова        | “Укркінохроніка», Держкіно               |
| «Жінки Мирослава»                             | Данило Сирих              | «Укркінохроніка», Держкіно               |
| «Камбоджиєць з Березані»                      | О. Давиденко              | «Укркінохроніка», Держкіно               |
| «Країна людей (Політвязні)»                   | П. Кришталович            | Національна кінематека України, Держкіно |
| «Олег Пінчук. Скульптор(Метаморфози Пінчука)» | Н. Бондаренко             | «Укркінохроніка», Держкіно               |
| "Наша мова "                                  | І. Купрій                 | ПП «КІНпродакшен», Держкіно              |
| «Свята Марії Капніст»                         | В. Васеленко              | «Укркінохроніка», Держкіно               |
| «Сибірська кобза (Фієста)»                    | Галина Яровенко           | «Укркінохроніка», Держкіно               |
| «Хто вони — діти „індиго“»                    | В.Хмельницький            | Національна кінематека України, Держкіно |
| «Щаслива Настуня»                             | М. Ткачук                 | «Укркінохроніка», Держкіно               |

## 2009
| повнометражні                        |                 |                                    |
| «MMS»                                | Роман Бондарчук |                                    |
| «Святослав Гординський. Повернення»  | Галина Яровенко | ТОВ «Кінематографіст», Держкіно    |
| короткометражні                      |                 |                                    |
| «Долі Марія Микитівна Виноградова»   | В. Васильєв     | «Укркінохроніка», Держкіно         |
| «Долі. Петро Максимович Кухарчук»    | В. Васильєв     | «Укркінохроніка», Держкіно         |
| «Долі. Марія Василівна Балас»        | П. Фаренюк      | «Укркінохроніка», Держкіно         |
| «Долі. Євдокія Михайлівна Дубініна»  | В. Васильєв     | «Укркінохроніка», Держкіно         |
| «Долі. Валентина Гаврилівна Кулинич» | С. Шаповалова   | «Укркінохроніка», Держкіно         |
| «Знімалося кіно»                     | П. Олар         | ТОВ «Аратта тур Карпати», Держкіно |

## 2011
| повнометражні                                    |                |                            |
| «Польові випробування української вдачі»         | В. Атременко   | «Укркінохроніка», Держкіно |
| «Таємна свобода»                                 | Сергій Лисенко | КП «Контакт», Держкіно     |
| «Хронікер на хвилях хроніки та „Укркінохроніки“» | Н. Патрокова   | «Укркінохроніка», Держкіно |
| «Копанка номер 8»                                | Маріанна Каат  |                            |
| короткометражні                                  |                |                            |

## 2012
| повнометражні               |                          |                                                                      |
| «Ательє»                    | Марина Кондратьєва       | «Укркінохроніка», Держкіно                                           |
| «Красна Маланка»            | Дмитро Сухолиткий-Собчук | Національна кіностудія художніх фільмів ім. О. П. Довженка, Держкіно |
| «Людина є таємниця»         | Мурат Мамедов            | КП «Контакт», Держкіно                                               |
| «Поза Євро»                 | «Магіка-фільм», Держкіно |                                                                      |
| «Присмерк»                  | Валентин Васянович       | ТОВ «Гармата фільм продакшн», Держкіно                               |
| «Сергій Чепік»              | Леся Мацко               | КП «Контакт», Держкіно                                               |
| «Україна. Точка відліку»    | Сергій Буковський        |                                                                      |
| «Час життя об'єкта в кадрі» | Олександр Балагура       | ПП «Інспірейшн філмз», Держкіно                                      |
| короткометражні             |                          |                                                                      |
| «Один»                      | Аліна Головіна           | «Укркінохроніка», Держкіно                                           |
| «Поліна»                    | Роман Бондарчук          |                                                                      |
| «Фата Моргана»              | О. Бортняк               | Національна кіностудія художніх фільмів ім. О. П. Довженка           |
| «Як у село приїхало кіно»   | Костянтин Крайній        | Національна кінематека України, Держкіно                             |

## 2013
| повнометражні                                   |                                           |                                          |
| «Дніпровська балада»                            | Леонід Мужук                              | «Укркінохроніка», Держкіно               |
| «Лолі калі шуба (Табір)»                        | Олександр Балагура                        | ПП «Інспірейшн філмз», Держкіно          |
| «Маскарад (Жага)»                               | Інна Павлічук                             | Національна кінематека України, Держкіно |
| «Олексій Курилко: земля обертається зі скрипом» | Данило Сирих                              | «Укркінохроніка», Держкіно               |
| «Село, в якому народжуються казки»              | Василь Образ                              | «Укркінохроніка», Держкіно               |
| «Сери та сеньйори»                              | Олександр Течинський                      |                                          |
| «Підніми мені вії (Шлях до вершини)»            | Ростислав Плахов-Модестов                 | Національна кінематека України, Держкіно |
| «У затишку білих акацій»                        | Оксана Чепелик                            | «Укркінохроніка», Держкіно               |
| «Я — мобер»                                     | Олена Дем'яненко                          | «Гагарін Медіа», Держкіно                |
| короткометражні                                 |                                           |                                          |
| «Бекендор»                                      | Анастасія Харченко                        | «Укркінохроніка», Держкіно               |
| «Валерій Ламах. Коло життя»                     | Анатолій Сирих                            | «Укркінохроніка», Держкіно               |
| «Денисія. Світи Володимира Денисенка»           | Олександр Денисенко                       |                                          |
| "Кафе «Вояж»                                    | Роман Бондарчук                           |                                          |
| «Лариса Кадочникова. Автопортрет»               | Лариса Кадочникова, Дмитро Томашпольський | «Гагарін Медіа», Держкіно                |
| «Пам'ятник, який створив Лук'ян»                | Андрій Рожен                              | КП «Кіностудія „Контакт“ НСКУ», Держкіно |
| «Позитив»                                       | Поліна Кельм                              | ПП «Інспірейшн філмз», Держкіно          |
| «Сезонні роботи»                                | Роман Бондарчук                           |                                          |
| «Ромська мрія»                                  | Роман Бондарчук                           |                                          |
| «Чи є життя на Марсі?»                          | Володимир Хмельницький                    | «Укркінохроніка», Держкіно               |

## 2014
| повнометражні                                             | |                                           |
| «Вагріч та Чорний квадрат»                                | Андрій Загданський | ТОВ Кінокомпанія "Магіка-фільм", Держкіно |
| «Вільні люди (Таїна кобзарьського цеху)»                  | Галина Яровенко | Укркінохроніка, Держкіно                  |
| «Голівуд над Дніпром. Сни з Атлантиди»                    | Олег Чорний | ТОВ «Директорія кіно», Держкіно           |
| «Євромайдан. Чорновий монтаж»                             | Володимир Тихий, Андрій Литвиненко, Катерина Горностай, Роман Бондарчук, Юлія Гонтарук, Андрій Кісєльов, Роман Любий, Олександр Течинський, Олексій Солодунов, Дмитро Стойков |                                           |
| «Експедиція»                                              | Костянтин Коновалов | Національна кінематека України, Держкіно  |
| «Жива ватра»                                              | Остап Костюк | Національна кінематека України, Держкіно  |
| «Ігор Шамо. Постлюдія» («Мій тато — композитор»)          | Юлія Лазаревська | ПП «Інспірейшн філмз», Держкіно           |
| «Кобзар (Шевченко)»                                       | Тарас Ткаченко | ТОВ « Продакш № 1», Держкіно              |
| «Костянтин Степанков (Трилогія)»                          | Віктор Олендер | Національна кінематека України, Держкіно  |
| «Райдуга над Каракумами»                                  | Валерій Балаян | ТОВ Кінокомпанія "Магіка-фільм", Держкіно |
| «Тарас Шевченко. Идентифікація (до 200 річчя Т.Шевченко)» | Сергій Проскурня | Укркінохроніка, Держкіно                  |
| короткометражні                                           | |                                           |
| «Кінотеатр „Україна“»                                     | Максим Мадонов |                                           |
| «Металобрухт»                                             | Дмитро Глухенький |                                           |

## 2015
| повнометражні                           |                                |                            |
| «Varta1, Львів, Україна»                | Юрій Грицина                   | Societe des amis du peuple |
| «Бранці»                                | Володимир Тихий                |                            |
| «Дибук. Історія мандрівних душ»         | Кшиштоф Копчиньскі             | Держкіно                   |
| «Російський дятел»                      | Чед Грасія                     |                            |
| «Українські шерифи»                     | Роман Бондарчук                |                            |
| короткометражні                         |                                |                            |
| «Барамошкін»                            | Ґаяне Джаґінян, Мішель Ладес   |                            |
| «Все йде за планом»                     | Микола Дондюк                  |                            |
| «Втрата. Знахідка»                      | Оксана Карпович                |                            |
| «Дім»                                   | Анна Корж                      |                            |
| «Інтерсекція»                           | Дмитро Сухолиткий-Собчук       |                            |
| «Загублені»                             | Світлана Шимко                 |                            |
| «Люди, що прийшли до влади»             | Олексій Радинський, Томаш Рафа |                            |
| «На Великдень»                          | Світлана Григоренко            |                            |
| «Олександр Довженко: Одеський світанок» | Артем Антонченко               | Держкіно                   |
| «Остап»                                 | Тарас Дронь                    |                            |
| «Панорама»                              | Юрій Шилов                     |                            |

## 2016
| повнометражні                          |                                                            |                                                            |
| «Dixie Land»                           | Роман Бондарчук                                            |                                                            |
| «Dustards»                             | Станіслав Гуренко                                          | Red Glass Production                                       |
| «Атомоград. Монтаж утопії»             | Станіслав Мензелевський, Анна Онуфрієнко, Еліас Парвулеско | Національний центр Олександра Довженка                     |
| «Виграти все»                          | Дмитро Томашпольський                                      | «Гагарін Медіа», Держкіно                                  |
| «Війна на нульовому кілометрі»         | Василь Рибальченко                                         | ТОВ «Міжнародний продюсерський центр „Фор-пост“», Держкіно |
| «Головна роль»                         | Сергій Буковський                                          | ТОВ «Пронто Фільм», Держкіно                               |
| «Загальний зшиток (Довженко і війна)»  | Юлія Лазаревська                                           | ТОВ «Кінематографіст», Держкіно                            |
| «Іспит на людяність»                   | Олександр Шапіро                                           | ТОВ «Міжнародний продюсерський центр „Фор-пост“», Держкіно |
| «Історія рук»                          | Дмитро Бондарчук                                           | MIKNU                                                      |
| «Крим. Як це було»                     | Костянтин Кляцкін                                          |                                                            |
| «Лобановський назавжди»                | Антон Азаров                                               |                                                            |
| «Маріуполіс»                           | Мантас Кведаравікіус                                       |                                                            |
| «Мустафа»                              | Ахмед Сарихаліл                                            |                                                            |
| «Рідні»                                | Віталій Манський                                           | ТОВ «435 ФІЛМС», Держкіно                                  |
| «Свій голос»                           | Сергій Маслобойщиков                                       | ПП «Інспірейшн філмз», Держкіно                            |
| «Спадок нації»                         | Олександр Ткачук                                           |                                                            |
| «Танцівник»                            | Стівен Кантор                                              |                                                            |
| «У відриві»                            | Сергій Волков                                              | Укркінохроніка, Держкіно                                   |
| «Українська символика. Герб»           | Тарас Ткаченко                                             | ТОВ «Інсайтмедіа», Держкіно                                |
| «Українська символика. Гімн»           | Євген Коваленко                                            | ТОВ «Інсайтмедіа», Держкіно                                |
| «Українська символика. Прапор»         | Сергій Сотниченко                                          | ТОВ «Інсайтмедіа», Держкіно                                |
| «Холодний Яр. Інтро»                   | Аліна Горлова                                              | ТОВ «Табор»                                                |
| короткометражні                        |                                                            |                                                            |
| «70 вулиць»                            | Макс Лижов                                                 | «86PROKAT»                                                 |
| «Reve ta stohne on tour»               | Надія Парфан                                               | «86PROKAT»                                                 |
| «Viva Prima (І я знов лечу до сонця)   | С. Сирих, Павло Фаренюк                                    | Укркінохроніка, Держкіно                                   |
| „Батя. Дзвони долі“                    | Тетяна Гузик                                               | Укркінохроніка, Держкіно                                   |
| „Веліал“                               | Роман Волосевич                                            |                                                            |
| „Вікно напроти“                        | Юдін Юрій                                                  |                                                            |
| „В школу“                              | Наталя Шевченко                                            |                                                            |
| „Григорівський синдром. Частина третя“ | Дмитро Глухенький                                          | ПП „Інспірейшн філмз“, Держкіно                            |
| „Десять секунд“                        | Юлія Гонтарук                                              |                                                            |
| „До скорого“                           | Юлія Кочетова-Набожняк                                     |                                                            |
| „Зсув“                                 | Олексій Радинський                                         |                                                            |
| „Ми росли разом“                       | Анастасія Бабенко                                          |                                                            |
| „Міст“                                 | Оксана Носач, Москальчук Олена, Дмитро Бурко               |                                                            |
| „Моя Відвертість“                      | Юлія Сухоставська                                          |                                                            |
| „Новосілля“                            | Надія Парфан                                               |                                                            |
| „Первісний авангард“                   | Олег Володкевич                                            | Укркінохроніка, Держкіно                                   |
| „Перимир'я“                            | Валерій Пузік                                              |                                                            |
| „Пісня бійця“ Христина Люльченко       |                                                            |                                                            |
| „Проспект Науки“                       | Євген Савватєєв                                            |                                                            |
| „Переосмислення“                       | Таня Войтович                                              |                                                            |
| „Сотня Крим“                           | Костянтин Кляцкін, Павло Липа                              |                                                            |
| „Там знизу тихо“                       | Ксенія Марченко                                            |                                                            |
| „Ти ж Амелія“                          | Москальчук Олена, Дмитро Бурко                             |                                                            |
| „У клітці“                             | Анна Дем'яненко                                            |                                                            |
| „Уніформа“                             | М. Вадімський, Андрій Безлюдний                            |                                                            |
| „Уроки музики“                         | Ігор Малахов                                               | „Foundation ACS“                                           |
| „Цвєтаєвої і Маяковського“             | Поліна Мошенська                                           | Inspiration Films                                          |

## 2017
| повнометражні                                             |                                                                                               |                                                                |
| „Американська мрія. У пошуках правди“                     | Володимир Мула                                                                                |                                                                |
| »Будинок «Слово»"                                         | Тарас Томенко                                                                                 | ТОВ «Фреш Продакшн Ю Ей», Держкіно                             |
| «Війна химер»                                             | Анастасія Старожицька, Марія Старожицька                                                      |                                                                |
| «Вєаюфром»                                                | Дмитро Лавріненко                                                                             |                                                                |
| «Вона та війна»                                           | Марія Кондакова                                                                               | ТОВ «ІнсайтМедіа», Держкіно                                    |
| «Дельта»                                                  | Олександр Течинський                                                                          | «Magika Film», Держкіно                                        |
| «Заміновані вірністю»                                     | Юрій Ткаченко                                                                                 | ТОВ «Міжнародний продюсерський центр „Фор-пост“», Держкіно     |
| «З Бабиного Яру на свободу»                               | Олег Чорний                                                                                   | ТОВ «Пронто-Фільм», Держкіно                                   |
| «Майже 10.000 виборців»                                   | Уляна Осовська                                                                                |                                                                |
| «Михайло та Даниїл»                                       | Андрій Загданський                                                                            | «Magika Film», Держкіно                                        |
| «Мінливий солодкий без меж, або пісні і танці про смерть» | Тетяна Ходаківська, Олександр Стєколенко                                                      | ТОВ «Пронто Фільм», Держкіно                                   |
| «Одесити на Донбасі»                                      | Олександр Авшаров                                                                             | ТОВ «Міжнародний продюсерський центр „Фор-пост“», Держкіно     |
| «Перехрестя Балу»                                         | Євген Коваленко                                                                               | ТОВ «Міжнародний продюсерський центр „Фор-пост“», Держкіно     |
| «Перша сотня»                                             | Ярослав Пілунський, Юрій Грузінов, Юлія Шашкова                                               | ТОВ «Альбатрос коммунікос Україна», Держкіно                   |
| «Серце мами Гонгадзе»                                     | В'ячеслав Бігун                                                                               |                                                                |
| «Скульптор»                                               | В'ячеслав Паренюк, Ігор Паренюк                                                               |                                                                |
| «Тато – мамин брат»                                       | Вадим Ільков                                                                                  | ТОВ «Студія Гармата фільм», Держкіно                           |
| «Школа №3»                                                | Ґеорґ Жено, Ліза Сміт                                                                         |                                                                |
| «Це війна, дитинко»                                       | Юрій Пупирін                                                                                  |                                                                |
| «Цимбаліст Петро»                                         | Єлизавета Сміт                                                                                | ТОВ «Табор», Держкіно                                          |
| «Час недитячий»                                           | Ольга Самолевська                                                                             | Українська студія хронікально-документальних фільмів, Держкіно |
| «Я, чоловіки та війна»                                    | Беата Бубунець                                                                                |                                                                |
| короткометражні                                           |                                                                                               |                                                                |
| «8 годин»                                                 | Лєна Шуліка"                                                                                  |                                                                |
| «Enjoy»                                                   | Валерій Балаян                                                                                |                                                                |
| «Girls and Honey»                                         | Пітер Ян Де Пуе                                                                               |                                                                |
| «Go! Бабій Яр!»                                           | Маргарита Сибірякова                                                                          |                                                                |
| «Hold Me Tight»                                           | Владислав Каменський                                                                          |                                                                |
| «Sui Caedere»                                             | Станіслав Капралов                                                                            |                                                                |
| «The End»                                                 | Мар'яна Яремчишина                                                                            |                                                                |
| «Uneasiness»                                              | В'ячеслав Паренюк, Ігор Паренюк                                                               |                                                                |
| «Vattiente»                                               | Андрій Литвиненко                                                                             |                                                                |
| «А ви любите Держпром?»                                   | Вікторія Белявська                                                                            |                                                                |
| «Аджахи тріп»                                             | Сашко Протяг                                                                                  |                                                                |
| «Армія першої столиці»                                    | Артем Добрицький                                                                              |                                                                |
| «Батько говорить»                                         | Дмитро Чепурний                                                                               |                                                                |
| «Будинок Міхельсона»                                      | Маргарита Сибірякова                                                                          |                                                                |
| «Вісімнадцятий»                                           | Анастасія Бабенко                                                                             |                                                                |
| «Гірник»                                                  | Марія Ворончук                                                                                |                                                                |
| «Гострий біль»                                            | Валерій Пузік                                                                                 |                                                                |
| «Домашні ігри»                                            | Аліса Коваленко                                                                               |                                                                |
| «Живі й нескорені»                                        | Дарія Гірна, Богдан Кутєпов, Таїсія Кутузова, Жанна Озірна, Маргарита Гасанова, Анна Ютченко  |                                                                |
| «Жінки на кухні»                                          | Поліна Мошенська                                                                              |                                                                |
| «Історія зимового саду»                                   | Семен Мозговий                                                                                | Mainstream Pictures LLC                                        |
| «Завтра ти обов'язково одужаєш»                           | Станіслав Битюцький                                                                           |                                                                |
| «Заново»                                                  | Катерина Запорожець                                                                           | Міжнародний фестиваль кіно та урбаністики «86»                 |
| «Кава vs. Шашлики»                                        | Дмитро Бурко                                                                                  |                                                                |
| «Київський фільм. Перший епізод»                          | Олексій Радинський                                                                            |                                                                |
| «Крок вперед, два кроки назад»                            | Олег Воронко                                                                                  |                                                                |
| «Кода»                                                    | Анна Корж                                                                                     |                                                                |
| «Комуналка»                                               | Андрій Приймаченко, Уляна Скицька, Валерій Пузік, Юлія Ільченко, Марина Лопушин, Маріам Шелія |                                                                |
| «Легенда про синього кита»                                | Мішель Ладес                                                                                  |                                                                |
| «Ленінопад»                                               | Світлана Шимко                                                                                |                                                                |
| «Ма»                                                      | Марія Стоянова                                                                                | Міжнародний фестиваль кіно та урбаністики «86»                 |
| «Майже разом»                                             | Поліна Запольська                                                                             |                                                                |
| «Метро»                                                   | Лєра Мальченко, Олександр Ганс                                                                |                                                                |
| «Металурги»                                               | Євген Нікіфоров                                                                               |                                                                |
| «Між іншим»                                               | Юлія Аппен                                                                                    |                                                                |
| «На схилі дня»                                            | Овдій Антон                                                                                   |                                                                |
| «Не просто гра»                                           | Оксана Чепелик                                                                                |                                                                |
| «Ні! Ні! Ні!»                                             | Микола Рідний                                                                                 |                                                                |
| «Онтологія»                                               | Олександр Суровцов                                                                            |                                                                |
| «Озброєні та небезпечні»                                  | Микола Рідний                                                                                 |                                                                |
| «Остання касета»                                          | Ігор Косенко, Cyprien Clément-Delmas                                                          |                                                                |
| «Рубіж реальності»                                        | Михайло Бакузов                                                                               |                                                                |
| «Проект дощу»                                             | Олег Чорний                                                                                   |                                                                |
| «Сад гарний»                                              | Олександр Солдатов                                                                            |                                                                |
| «Світлоград»                                              | Аліна Якубенко                                                                                |                                                                |
| «Сірі коні»                                               | Микола Рідний                                                                                 |                                                                |
| «Скерцо»                                                  | Макс Карасёв                                                                                  |                                                                |
| «Сєвєродонецьк»                                           | Євген Королетов                                                                               |                                                                |
| «Термінус»                                                | Анжела Богаченко                                                                              |                                                                |
| «Тимчасово»                                               | Оксана Карпович                                                                               |                                                                |
| «Укриття»                                                 | Анастасія Максимчук                                                                           |                                                                |
| «Хто ти. Хто я. З наукового погляду»                      | Аня Калініченко                                                                               |                                                                |
| «Цілковита незнайомка»                                    | Олександр Суровцов                                                                            |                                                                |
| «Чий Крим»                                                | Ксенія Марченко                                                                               |                                                                |
| «Шум всесвіту»                                            | Михайло Корольов                                                                              |                                                                |
| «Щоденник»                                                | Олександра Чупріна                                                                            |                                                                |
| «Я люблю тебе»                                            | Анна Насадюк                                                                                  |                                                                |
| «Я і Маріуполь»                                           | Петро Армяновський                                                                            |                                                                |

## 2018
| повнометражні                                          |                                                            | |
| «33 фільми і досить»                                   | Павел Сандул                                               | Inspiration Films |
| «aw • rah • nyoosh»                                    | Бен Нейфельд                                               | Maggie Corona-Goldstein (Hello Benjamin Films), Ben Neufeld, Solomon Turner                                                           |
| «Домашні ігри»                                         | Аліса Коваленко                                            | Держкіно |
| «Володимир Яценко. Сімейний портрет»                   | Юрій Бадьянов                                              | |
| «Гоголь Док»                                           | Аліса Павловська                                           | Trueman Production |
| «Зимовий сад»                                          | Семен Мозговий                                             | |
| «Какофонія Донбасу»                                    | Ігор Мінаєв                                                | ТОВ «Тремпель фільмз», Держкіно |
| «Ми солдати»                                           | Світлана Смірнова                                          | Com'on screen |
| «Міф»                                                  | Леонід Кантер                                              | Іван Ясній, Держкіно |
| «Моя бабуся з Марса»                                   | Алєксандер Міхалкович                                      | |
| «Пан Ніхто»                                            | Олександр Фразе-Фразенко                                   | |
| «Павутина: історія про одеський ленд-арт з перших уст» | Олена Кутінова, Артур Садовніков                           | |
| «Смерть пана Ікс»                                      | Артем Рижков                                               | Rattapallax |
| «Явних проявів немає»                                  | Аліна Горлова                                              | ТОВ «Табір» |
| короткометражні                                        |                                                            | |
| «dendro dreams»                                        | Тета Цибульник, Еліас Парвулеско                           | ruins collective |
| «Вихідний»                                             | Жанна Максименко-Довгич                                    | Кіноартіль |
| «Гирі мої гирі»                                        | Євген Нікіфоров                                            | Міжнародний фестиваль кіно та урбаністики «86»                                                                                        |
| «Гірчиця в садах»                                      | Петро Армяновський                                         | |
| «Де моя бабуся сьогодні?»                              | Анна Насадюк                                               | Міжнародний фестиваль кіно та урбаністики «86»                                                                                        |
| «День сміху»                                           | Михайло Корольов                                           | Міжнародний фестиваль кіно та урбаністики «86»                                                                                        |
| «Дихає»                                                | Поліна Ольховнікова                                        | Міжнародний фестиваль кіно та урбаністики «86»                                                                                        |
| «Діорама»                                              | Зоя Лактіонова                                             | Міжнародний фестиваль кіно та урбаністики «86»                                                                                        |
| «Мій друг Дон Кіхот»                                   | Станіслава Доронченко                                      | Міжнародний фестиваль кіно та урбаністики «86», КДІТМ                                                                                 |
| «Ілюзії на дні»                                        | Леонід Єжуров                                              | Indie Lab |
| «Історія мого тріумфу»                                 | Олександр Солдатов                                         | DocNomads |
| «Інтербачення-Львів»                                   | Станіслав Мензелевський, Анна Онуфрієнко, Еліас Парвулеско | Львівська кінокомісія, Львівська міська рада, Центр міської історії Центрально-Східної Європи, Львівський кіноцентр, ruins collective |
| «Зв'язок»                                              | Жанна Озірна                                               | |
| «Клякса»                                               | Єлизавета Олійник                                          | |
| «Машина сновидінь»                                     | Катя Олійник                                               | Міжнародний фестиваль кіно та урбаністики «86»                                                                                        |
| «Народний музей Авдіївки»                              | Петро Армяновський                                         | Міжнародний фестиваль кіно та урбаністики «86»                                                                                        |
| «Порцеляна»                                            | Лізавета Герман                                            | Міжнародний фестиваль кіно та урбаністики «86»                                                                                        |
| «Путівник в іншість»                                   | Сашко Протяг                                               | |
| «Символи Ольвійського простору Володимира Бахтова»     | Віктор Завізіон, Володимир Бахтов                          | |
| «Щасливі роки»                                         | Світлана Шимко, Галина Ярманова                            | Львівська кінокомісія, Львівська міська рада, Центр міської історії Центрально-Східної Європи, Львівський кіноцентр                   |
| VR                                                     |                                                            | |
| «Вівчарі»                                              | Ігор Стрембіцький                                          | |
| «Міст»                                                 | Микита Шалений                                             | |

## 2019
| повнометражні                             |                                                    |                                                             |
| «365 днів, також відомі як рік»           | Дмитро Бондарчук                                   | MIKNU                                                       |
| «Божественні»                             | Роман Бордун                                       | —                                                           |
| «Брати по зброї»                          | Сергій Лисенко                                     | —                                                           |
| «Залізна сотня»                           | Юлія Гонтарук                                      | «Директорія кіно»                                           |
| «Юля»                                     | Роксі Топорович                                    |                                                             |
| «Заповідник Асканія»                      | Андрій Литвиненко                                  | «435 FILMS»                                                 |
| «Історія зимового саду»                   | Семен Мозговий                                     | Mainstream Pictures LLC                                     |
| «Його Бастилія»                           | Валерія Трещова                                    | International Committee of the Red Cross                    |
| «Луганський форпост»                      | Тарас Ткаченко                                     | МПЦ «Фор-Пост»                                              |
| «Людина з табуретом»                      | Ярослав Попов                                      | —                                                           |
| «Панорама»                                | Юрій Шилов                                         | «МаГіКа-фільм», Doc Education Foundation (Польща), Держкіно |
| «Портрет на тлі гір»                      | Максим Руденко                                     | T.Т.M.                                                      |
| «Рубіж. Грубешівська операція»            | Олеся Моргунець-Ісаєнко                            | UM-GROUP Production                                         |
| «Рушковці. Шлях Майстра»                  | Олександр Парфьонов                                | «Лабіринт»                                                  |
| «Співає Івано-Франківськтеплокомуненерго» | Надія Парфан                                       | «Джей Ес Філмс», «Фаланстер», Держкіно                      |
| короткометражні                           |                                                    |                                                             |
| «Без статусу. Україна»                    | Дмитро Тяжлов                                      | —                                                           |
| «Дві Надії»                               | Уляна Осовська                                     | Докутолока / Docutoloka                                     |
| «Газети по роках: 1913-1944»              | Дмитро Бондарчук                                   | —                                                           |
| «Ім'я моє тобі залишу»                    | Олександра Панченко                                | —                                                           |
| «Йоргос і Поля»                           | оліна Мошенська                                    | —                                                           |
| «Колір фасаду: синій»                     | Олексій Радинський                                 | —                                                           |
| «Після вогню»                             | Андранік Берберян                                  | —                                                           |
| «ПЖ»                                      | Ксенія Кравцова                                    | —                                                           |
| «Поки ви всі зі мною»                     | Юлія Кочетова-Набожняк                             | —                                                           |
| «Поліське. Післячуття»                    | Костянтин Кляцкін                                  | —                                                           |
| «Понад Стіксом»                           | Марія Стоянова                                     | Майстерня.DOC                                               |
| «Свої»                                    | Валерія Діденко                                    | —                                                           |
| «Сильна доля» / «Інтервал»                | Олександр Портян"                                  | —                                                           |
| «Ти, бля, рота закрий!»                   | Таїсія Кутузова                                    | —                                                           |
| «факт(-ура) змін»                         | Марина Нікольчева                                  | Майстерня.DOC                                               |
| «Чорний суботник»                         | Петро Армяновський                                 | —                                                           |
| «Я, Робот»                                | Роман Бордун                                       | —                                                           |
| VR                                        |                                                    |                                                             |
| «Наслідки VR: Євромайдан»                 | Сергій Полежака, Олексій Фурман, Кирило Жилінський | New Cave Media                                              |